# La Magdeleine, Charente

La Magdeleine este o comună în departamentul Charente, Franța. În 1 ianuarie 2022 avea o populație de 117 de locuitori.